# Відкритий чемпіонат Франції з тенісу 2023
Відкритий чемпіонат Франції з тенісу 2023 — тенісний турнір, що проходив на відкритих ґрунтових кортах Стад Ролан Гаррос у Парижі з 28 травня по 11 червня 2023 року. Це був 127-й Відкритий чемпіонат Франції, другий турнір Великого шолома в календарному році. 
Свої титули в одиночних розрядах  повинен були захищати Рафаель Надаль серед чоловіків, але він знявся з турніру через травму.  Серед жінок титул захищала  Іга Свйонтек.

## Турнір
Турнір проходив під егідою Міжнародної федерації тенісу і був складовою частиною ATP та WTA турів сезону 2023. Матчі гралися на 22 кортах, серед яких 3 шоу-корти: корт Філіппа Шартріє, корт Сюзан Ланглен та корт Сюзан Матьє.

## Огляд подій та результатів
У чоловіків переміг серб Новак Джокович. Для нього це третя перемога на паризьких кортах та рекордний 23-ій титул Великого шолома. 
У жіночому одиночному розряді Іга Швйонтек з Польщі захистила титул. Для неї це третє чемпіонство у Парижі та четвертий виграний мейджор загалом.  
У парному чоловічому розряді перемогла хорватсько-американська пара Іван Додіг /  Остін Крайчек. Додіг став парним чемпіоном Франції удруге, а якщо враховувати перемоги в міксті, то вчетверте. Загалом це для нього сьомий виграний грендслем. Для Крайчека це перша перемога в  мейджорі.
Змагання  жіночих пар виграв тайвансько-китайський дует Сє Шувей / Ван Сіньюй. Для Сє це друга перемога в Парижі й четвертий грендслем загалом, для Ван це перша звитяга в мейджорах.  
У міксті перемогла японо-німецька пара  Мію Като /  Тім Пюц. Для обох це перший виграний мейджор.

## Результати фінальних матчів

### Дорослі
| Одиночний розряд. Чоловіки Детальніше |                                 |                    |
| Новак Джокович                        | Каспер Руд                      | 7–6(7–1), 6–3, 7–5 |
|                                       |                                 |                    |
| Одиночний розряд. Жінки Детальніше    |                                 |                    |
| Іга Швйонтек                          | Кароліна Мухова                 | 6-4, 5-7, 6-4      |
|                                       |                                 |                    |
| Парний розряд. Чоловіки Детальніше    |                                 |                    |
| Іван Додіг Остін Крайчек              | Сандер Жій Йоран Фліген         | 6-3, 6-1           |
|                                       |                                 |                    |
| Парний розряд. Жінки Детальніше       |                                 |                    |
| Сє Шувей Ван Сіньюй                   | Лейла Фернандес Тейлор Таунсенд | 1–6, 7–6(7–5), 6–1 |
|                                       |                                 |                    |
| Мікст Детальніше                      |                                 |                    |
| Мію Като Тім Пюц                      | Б'янка Андреєску Майкл Вінус    | 4–6, 6–4, [10–6]   |
|                                       |                                 |                    |

### Юніори
| Одиночний розряд. Хлопці             |                                    |               |
| Діно Призмич                         | Хуан Карлос Анхело                 | 6–1, 6–4      |
|                                      |                                    |               |
| Одиночний розряд. Дівчата            |                                    |               |
| Аліна Корнєєва                       | Луччіана Перес Алакрон             | 7–6(7–4), 6–3 |
|                                      |                                    |               |
| Парний розряд. Хлопці                |                                    |               |
| Ярослав Дьомін Родріго Пачеко Мендес | Лоренцо Ск'ябазі Габріеле Вульпіта | 6–2, 6–3      |
|                                      |                                    |               |
| Парний розряд. Дівчата               |                                    |               |
| Тайра Катеріна Грант Клерві Нгуоне   | Аліна Корнєєва Сара Сайто          | 6–3, 6–2      |
|                                      |                                    |               |